# 1-й провулок Некрасова (Мелітополь)
1-й провулок Некрасова (в інших джерелах — провулок Некрасова, Некрасовський провулок) — провулок в Мелітополі. Починається від вулиці Некрасова і йде до вулиці Гоголя.

## Назва
Провулок названий на честь російського поета Миколи Олексійовича Некрасова.
Поруч знаходяться однойменні вулиця Некрасова і 2-й провулок Некрасова.

## Історія
Перша відома згадка провулка відноситься до 1923 року.